# Lilla Kvarnsjön (Revesjö socken, Västergötland)
Lilla Kvarnsjön är en sjö i Svenljunga kommun i Västergötland och ingår i Ätrans huvudavrinningsområde. Sjön har en area på 0,0697 kvadratkilometer och ligger 149 meter över havet.

## Delavrinningsområde
Lilla Kvarnsjön ingår i det delavrinningsområde (637091-133746) som SMHI kallar för Ovan Assman. Medelhöjden är 166 meter över havet och ytan är 43,83 kvadratkilometer. Räknas de 32 avrinningsområdena uppströms in blir den ackumulerade arean 1 016,49 kvadratkilometer. Avrinningsområdets utflöde Ätran mynnar i havet. Avrinningsområdet består mestadels av skog (62 procent) och jordbruk (13 procent). Avrinningsområdet har 1,13 kvadratkilometer vattenytor vilket ger det en sjöprocent på 2,6 procent. Bebyggelsen i området täcker en yta av 3,42 kvadratkilometer eller 8 procent av avrinningsområdet.